# Paula-Mae Weekesová
Paula-Mae Weekesová (* 23. prosince 1958, Port of Spain, Trinidad a Tobago) je politička, právnička, soudkyně a 6. prezidentka Trinidadu a Tobaga. Do funkce nastoupila dne 19. března 2018 a stala se první ženou, která vykonávala funkci prezidenta Trinidadu a Tobaga.

## Politika
Weekesová absolvovala University of the West Indies, kde získala bakalářský titul, a právnickou fakultu Hugh Wooding, kdy byla v roce 1982 povolána do advokátní komory. Po ukončení studia pracovala v kanceláři ředitele prokuratury 11 let před odchodem do soukromé praxe v roce 1993. V roce 1996 byla jmenována soudkyní a v roce 2005 členkou odvolacího soudu, kde sloužila až do svého odchodu do důchodu v roce 2016. Krátce sloužila v roce 2012 za hlavního soudce Wendelliho Kangalooha, který byl zraněn při dopravní nehodě. V září 2016 byla Weekesová jmenována členkou odvolacího soudu v Turks a Caicos.
5. ledna 2018 ji jmenovala vládnoucí strana Lidové národní hnutí (PNM) jako kandidátku na prezidentku Trinidadu a Tobaga. Opoziční strana United National Congress se svou lídryní Kamlou Persad-Bissessar ji v nominaci podpořila. Volba byla naplánována na 19. ledna 2018. Protože Weeksová byla v den volby jediným kandidátem, byla bez nutnosti hlasování rovnou jmenována do úřadu. Její inaugurace proběhla 19. března 2018.